# جوان راموس
جوان راموس (بالإسبانية: Joan Ramos)‏ هو نحات ورسام إسباني، ولد في 28 مارس 1942.